# Isolde Wilke
Isolde Wilke (* 10. April 1951 in Leipzig als Isolde Linke) ist eine ehemalige deutsche Hockeyspielerin.

## Leben
Isolde Wilke erlernte das Hockeyspielen bei der BSG Aufbau Südwest. Diesem Verein, der seit 1990 wieder als Leipziger Sport-Club 1901 e. V. firmiert, ist sie bis heute treu geblieben. Mit der ersten Damenmannschaft errang sie in den Jahren 1971 und 1973 bis 1977 sowie nochmals 1987 insgesamt sieben Mal den Titel des DDR-Meisters im Feldhockey.
Von 1978 bis 1986 war sie DDR-Nationalspielerin und absolvierte insgesamt 52 Länderspiele. Damit liegt sie in der Anzahl der Länderspiele für die DDR-Damennationalmannschaft auf Platz sieben. 1984 nahm sie mit der DDR-Nationalmannschaft an den Wettkämpfen der Freundschaft teil, die von Ländern des sozialistischen Lagers als Gegenveranstaltung zu den olympischen Spielen von Los Angeles ausgetragen wurden, und belegte den dritten Platz.
Isolde Wilke hat zwei Kinder und lebt in Leipzig. Bereits ihre Mutter spielte Hockey, ebenso wie ihre beiden Kinder und zwei ihrer Enkel.